# Symbolia aldrichi
Symbolia aldrichi är en tvåvingeart som beskrevs av Robinson 1966. Symbolia aldrichi ingår i släktet Symbolia och familjen styltflugor. Inga underarter finns listade i Catalogue of Life.